# Josef Piskáček
Josef Piskáček (28. března 1917 Sojovice – srpen 2005) byl český fotbalový záložník a trenér.
Studoval na Obchodní akademii v Berouně. Od roku 1942 byl zaměstnán ve Volmanově továrně v Čelákovicích (po znárodnění jako TOS n. p.).
Po mnoho let byl členem trenérské rady ČSSF, v níž se podílel na výchově trenérů. Za svoji činnost byl oceněn Středočeským krajským fotbalovým svazem i Československým fotbalovým svazem.

## Hráčská kariéra
Začínal v SK Lysá nad Labem. Po vojně hrál za SK Kladno, v jehož dresu nastoupil i v nejvyšší soutěži. Své jediné prvoligové utkání absolvoval v neděli 16. března 1941 v Praze, v němž domácí Viktoria Žižkov remizovala s Kladnem 1:1 (poločas 1:1). Z Kladna se vrátil do Lysé nad Labem, odkud v roce 1942 přestoupil do SK Čelákovice. S Čelákovicemi postoupil z I. B třídy do I. A třídy (1942/43) a z I. A třídy do Středočeské divize (1945/46). V Čelákovicích byl kapitánem mužstva a v první polovině 50. let zde ukončil hráčskou kariéru.

### Prvoligová bilance
| Ročník          | Zápasy | Góly | Minuty | Klub      |
| --------------- | ------ | ---- | ------ | --------- |
| I. liga 1940/41 | 1      | 0    | 90     | SK Kladno |
| CELKEM I. LIGA  | 1      | 0    | 90     |           |

## Trenérská kariéra
Od roku 1952 trénoval A-mužstvo ZSJ TOS Čelákovice. V sezoně 1953 s ním vyhrál východní skupinu pražského krajského přeboru, což pro Čelákovice znamenalo návrat do druhé nejvyšší soutěže (od ročníku 1954). Podruhé se čelákovického A-mužstva ujal ve druholigové sezoně 1957/58 a v téže soutěži je vedl až do sestupu v ročníku 1967/68. Poté odešel trénovat do Horních Počernic, kde trénoval ženy i muže.

## Úmrtí
Zemřel v srpnu 2005 po krátké nemoci. Poslední rozloučení s Josefem Piskáčkem se konalo v pondělí 22. srpna téhož roku v Krematoriu Strašnice.